# Choco Pie
Le Choco Pie (prononcé : [ˈtʃɔkəʊ paɪ]; 초코파이) est un biscuit populaire sud-coréen consistant en deux petites couches de gâteau fourrées au marshmallow et enrobées de chocolat. Il tire son origine des moon pie, un snack provenant du sud des États-Unis et introduit par les soldats américains lors de leur venue dans le pays (USAMGIK et guerre de Corée).
La version coréenne a été créée en 1974 par Orion, une entreprise spécialisée dans la confiserie, qui a pu en vendre 12 milliards jusqu'en 2006, et qui a pu placer ce produit sur les marchés asiatiques. En 2016 uniquement, Orion en a vendu 2,3 milliards dans 60 pays. Ultérieurement, d'autres versions ont été mises sur le marché par Lotte Confectionery (1979) puis par Haitai et Crown Confectionery.
Orion a également créé l'« indice Choco Pie », une parodie de l'indice Big Mac de The Economist.

## Le Choco Pie en Corée du Nord
Les entreprises sud-coréennes installées dans la zone industrielle de Kaesong avaient pris l’habitude de donner des Choco Pies (ainsi que des nouilles instantanées, du Coca-Cola et d’autres produits alimentaires) à leurs employés nord-coréens, à la suite de l’interdiction de distribuer des bonus ou de payer les heures supplémentaires en liquide. Les employés revendaient souvent les Choco Pies au marché noir où leur prix pouvait atteindre 10 $, prix que les acheteurs nord-coréens étaient prêts à payer pour connaître le « goût du capitalisme, ». Les Choco Pies servaient aussi de monnaie de substitution sur les différents marchés illégaux.
Pour de nombreux observateurs, le Choco Pie, tout comme le Coca-Cola, était devenu un symbole de la culture occidentale et de la liberté. Pour certains, le phénomène évoque le rôle de la découverte des produits occidentaux par les Allemands de l’Est dans la chute du mur de Berlin,. Plusieurs organisations opposées au régime de Pyongyang envoyaient des ballons chargés de Choco Pies au-dessus de la Corée du Nord. En janvier 2014, une exposition d’art intitulée « The Choco Pie-ization of North Korea » s’ouvrait à New York en réponse à la popularité du Choco Pie en Corée du Nord,,,. Certains médias allaient même jusqu'à présenter le Choco Pie comme « une menace pour la stabilité du régime aux yeux de Pyongyang ». Mais il se peut que la valeur symbolique du Choco Pie ait été exagérée par les médias occidentaux.
La fermeture du complexe de Kaesong en avril 2013, a entrainé un accroissement considérable de la valeur du Choco Pie sud-coréen au marché noir de Pyongyang et leur quasi-disparition. En mai 2013, une entreprise nord-coréenne, Yongseong Foodstuffs Factory, s’est lancée dans la production de Choco Pies « légaux ». Bien que ceux-ci n’aient pas la même valeur symbolique que les « vrais », leur prix s’est élevé jusqu’à 3 000 won nord-coréens l’unité. À l’annonce de la réouverture du site en septembre 2013, le prix du Choco Pie nord-coréen s’effondrait à 500 won, mais il était désormais interdit aux entreprises sud-coréennes de donner plus de deux Choco Pies par jour à leurs employés. En mai 2014, un Choco Pie « du Sud » s'échangeait à 1 500 wons nord-coréens. En juin 2014, la remise de Choco Pies aux employés était totalement interdite,.

« Les Choco Pie semblent être considérés comme une menace pour le régime de Kim Jong-un. […] Ils sont devenus un symbole éclatant de la prospérité du voisin sud-coréen, et de sa supériorité économique. Ces gâteaux au chocolat tout simples viennent ainsi saper une propagande nord-coréenne qui veut faire croire à sa population que la Corée du Sud ennemie est un enfer sur terre, et que les dirigeants nord-coréens sont les meilleurs du monde. Ces dirigeants, inquiets pour leur légitimité, ont donc décidé d’interdire ces biscuits. »